# Cal Negre (Moià)
Cal Negre és un edifici de Moià (Moianès) protegit com a Bé Cultural d'Interès Local.

## Descripció
Es tracta d'una casa entre mitgeres situada al carrer Sant Josep. Es tracta d'una construcció de tres altures, planta baixa i dos pisos, caracteritzada per la distribució simètrica de les obertures. El parament és compost amb pedres irregulars i morter, i carreus de pedra ben tallats en totes les obertures. Destaca el portal d'accés central, en forma d'arc rebaixat i amb un arc sardinell a sobre, així com les baranes metàl·liques que combinen brèndoles en reguinyol i planes. La façana és culminada per un ràfec compost de doble teula.